# 短序醉鱼草
短序醉鱼草（学名：Buddleja brachystachya）是玄参科醉鱼草属的植物，是中国的特有植物。分布在中国大陆的四川、云南等地，生长于海拔2,000米至2,700米的地区，多生长于山地灌木丛中，目前尚未由人工引种栽培。

## 异名
- Buddleja purdomii W. W. Sm.
- Buddleja purdomii W. W. Sm. var. fulvotomentosa Z. Y. Zhang